# 褐果枣
褐果枣（学名：Ziziphus fungii）为鼠李科枣属下的一个种。